# Hannah van der Westhuysen
Hannah van der Westhuysen (Hammersmith, Londen, 26 augustus 1995) is een Engels actrice. Ze speelde in diverse films en series, waaronder The Bay of Silence, Fate: The Winx Saga en The Sandman.

## Persoonlijk leven
Westhuysen begon met acteren op jonge leeftijd, in 2004, toen ze verscheen in een aflevering van de FOX-serie Keen Eddie. Zij kreeg een hoofdrol in 2005, in de serie The Fugitives, waar zij Fleecey Keaton vertolkte.
Ze deed een propedeuse aan de London Academy of Music and Dramatic Art en volgde daarna een opleiding aan het Drama Centre London, onderdeel van Central Saint Martins, waar ze in 2018 afstudeerde.
Ze verscheen in 2020 in de film The Bay of Silence. Vanaf 2021 vertolkt ze Stella, een van de hoofdpersonages van de Netflix-serie Fate: The Winx Saga.

## Filmografie

### Film
- 2020: The Bay of Silence, als Becca
- 2021: A Little Italian Vacation, als Claire
- 2022: Lamborghini, als Clelia Monti

### Televisie
- 2004: Keen Eddie, als Edwina Weatherhead
- 2004: Frankenstein, als Eva
- 2005: The Fugitives, als Fleecey Keaton
- 2018: Get Lost!, als Amy
- 2020: Grantchester, als Heather
- 2021-2022: Fate: The Winx Saga, als Stella
- 2022: The Sandman, als 'The Princess'